# Pic de Guiló
El Pic de Guiló és una muntanya amb una altitud de 2.556 metres, que forma part de la cadena axial pirinenca, fent de frontera entre el Pallars Sobirà i l'Arieja, a França. El seu vessant meridional està localitzat a la capçalera de la vall de Cardós, en el municipi de Lladorre, a la comarca del Pallars Sobirà, trobant-se dintre del Parc Natural de l'Alt Pirineu. El vessant septentrional pertany al municipi d'Aulús, al departament de l'Arieja i forma part del Parc Natural Regional dels Pirineus Ariejans.
El pic està situat entre el port d'Aulús a l'oest i el port dels Tres Comtes a l'est, rebent en francès el nom de Pic entre les Ports.
El nom Guiló prové del llatí Aquiló, déu dels vents septentrionals, freds i tempestuosos. En aquest cas el significat de Guiló és el Nord, coherent amb la seva situació geogràfica.